# Matplotlib
Matplotlib는 Python 프로그래밍 언어 및 수학적 확장 NumPy 라이브러리를 활용한 플로팅 라이브러리이다. Tkinter , wxPython , Qt 또는 GTK 와 같은 범용 GUI 툴킷을 사용하여 애플리케이션에 플롯을 포함 하기 위한 객체 지향 API를 제공한다. Matplotlib은 매트랩과 유사하게 설계된 상태기계(예: OpenGL )을 기반으로 하는 절차적 "pylab" 인터페이스도 있지만 사용은 권장되지 않는다.   SciPy는 Matplotlib을 활용한다.
Matplotlib은 원래 John D. Hunter가 작성했다. 그 이후로 활발한 개발 커뮤니티가 생성되었으며, BSD 스타일 라이선스 하에 배포된다. Michael Droettboom은 2012년 8월 John Hunter가 사망하기 직전에 matplotlib의 수석 개발자로 지명되었으며  Thomas Caswell이 추가로 합류했다.  Matplotlib는 NumFOCUS 재정 후원 프로젝트이다.

Matplotlib 2.0.x는 Python 버전 2.7~3.10을 지원한다. Python 3 지원은 Matplotlib 1.2부터 시작되었다. Matplotlib 1.4는 Python 2.6을 지원하는 마지막 버전이다. Matplotlib는 Python 3 선언문에 서명하여 2020년 이후 Python 2를 지원하지 않을 것을 약속했다.

## 예시

Image plot
Contour plot
Scatter plot
Polar plot
Line plot
3-D plot
Image plot

라인 플롯
```
>>>
 
import
 
matplotlib.pyplot
 
as
 
plt

>>>
 
import
 
numpy
 
as
 
np

>>>
 
a
 
=
 
np
.
linspace
(
0
,
 
10
,
 
100
)

>>>
 
b
 
=
 
np
.
exp
(
-
a
)

>>>
 
plt
.
plot
(
a
,
 
b
)

>>>
 
plt
.
show
()

```

히스토그램
```
>>>
 
import
 
matplotlib.pyplot
 
as
 
plt

>>>
 
from
 
numpy.random
 
import
 
normal
,
rand

>>>
 
x
 
=
 
normal
(
size
=
200
)

>>>
 
plt
.
hist
(
x
,
 
bins
=
30
)

>>>
 
plt
.
show
()

```

산점도
```
>>>
 
import
 
matplotlib.pyplot
 
as
 
plt

>>>
 
from
 
numpy.random
 
import
 
rand

>>>
 
a
 
=
 
rand
(
100
)

>>>
 
b
 
=
 
rand
(
100
)

>>>
 
plt
.
scatter
(
a
,
 
b
)

>>>
 
plt
.
show
()

```

3D 플롯
```
>>>
 
from
 
matplotlib
 
import
 
cm

>>>
 
from
 
mpl_toolkits.mplot3d
 
import
 
Axes3D

>>>
 
import
 
matplotlib.pyplot
 
as
 
plt

>>>
 
import
 
numpy
 
as
 
np

>>>
 
fig
 
=
 
plt
.
figure
()

>>>
 
ax
 
=
 
fig
.
gca
(
projection
=
'3d'
)

>>>
 
X
 
=
 
np
.
arange
(
-
5
,
 
5
,
 
0.25
)

>>>
 
Y
 
=
 
np
.
arange
(
-
5
,
 
5
,
 
0.25
)

>>>
 
X
,
 
Y
 
=
 
np
.
meshgrid
(
X
,
 
Y
)

>>>
 
R
 
=
 
np
.
sqrt
(
X
**
2
 
+
 
Y
**
2
)

>>>
 
Z
 
=
 
np
.
sin
(
R
)

>>>
 
surf
 
=
 
ax
.
plot_surface
(
X
,
 
Y
,
 
Z
,
 
rstride
=
1
,
 
cstride
=
1
,
 
cmap
=
cm
.
coolwarm
)

>>>
 
plt
.
show
()

```

더 많은 예제
- Image plot
- Contour plot
- Scatter plot
- Polar plot
- Line plot
- 3-D plot
- Image plot

## 같이 보기
- NumPy
- Pandas
- SciPy
- 매트랩